# Урија (пророк)
Урија је био пророк и мученик који се спомиње у Књизи Јеремијиној.

## Библијски наратив
Описан је као син породице Киријат-Јарим. За време владавине Јоакима, јеврејског краља, побегао је у Египат од краљеве суровости, али након што је враћен, глава му је одсечена, а тело „бачено у гробове обичних људи“. У време Јудиног краља Језекије (716-687. г.), пророк Урија прориче пропаст Јерусалима (Јер 26,20), а његовом сину Манасији (687-642. г.) безимени пророк предсказује пад царства (2 Цар 23,11; уп. 2 дн 33,18).
За време Јудиног цара Јосије (640-609. г.) велику славу и поштовање код цара и народа уживала je пророчица Олда (2 Цар 22,14; 2 дн 34,22). У књизи пророка Јеремије (Јер 26,20) као његов савременик и сатрудник спомиње се пророк Урија, син Семајин, из Киријат Јарима, а такође и Семаја из Нелама (Јер 29,31-34), за кога каже да пророкује одметање од Јахвеа

## Лахишка писма
Иако није извесно, постоји научно мишљење да се Урија помиње у Лахишким писмима.